# Taneli Kuusisto

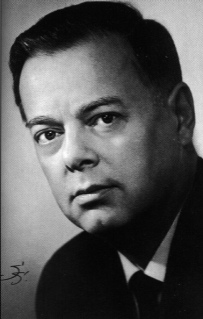
Taneli Kuusisto.

Taneli Kuusisto, född 19 juni 1905 i Helsingfors, död där 30 mars 1988, var en finländsk kyrkomusiker och tonsättare. Han var far till litteraturvetaren Irmeli Niemi och tonsättaren Ilkka Kuusisto. 
Kuusisto studerade i Helsingfors och blev filosofie kandidat 1928. Han bedrev även studier i Leipzig och Paris, var därefter verksam i Helsingfors som organist, biträdande musikchef vid YLE Rundradio, körledare, pianoackompanjatör och musikkritiker. 
Kuusisto tjänstgjorde från 1948 som lärare vid Sibelius-Akademins kyrkomusikavdelning och var föreståndare för denna 1955–1957. Han var prorektor för Sibelius-Akademin 1956–1959 och rektor där med professors titel 1959–1971. 
Kuusisto var också ordförande i flera centrala musikorganisationer och komponerade bland annat orkesterverk, kammarmusik, kantater, orgelmusik samt solo- och körsånger. Han tilldelades Pro Finlandia-medaljen 1950, blev teologie hedersdoktor 1967 och invaldes som ledamot av Kungliga Musikaliska Akademien i Stockholm samma år.